# Ethnikos Assias
L'Ethnikos Assias (in greco Εθνικός Άσσιας) è una squadra di calcio cipriota del villaggio di Assia nel distretto di Famagosta; a causa dell'invasione turca di Cipro, la squadra si è rifugiata nella capitale Nicosia.

## Storia
Il club è stato fondato il 16 marzo del 1966. Ha partecipato alla Divisione A in tre occasioni.

## Palmarès

### Competizioni nazionali
- G' Katīgoria: 1

2010-2011

### Altri piazzamenti
- Coppa di Cipro:

Semifinalista: 1997-1998
- B' Katīgoria:

Secondo posto: 1998-1999, 2000-2001
Terzo posto: 1996-1997